# 四間飛車
四間飛車是將棋戰法中振飛車的一種。
先手的話將飛車移至第6行，後手則是移至第4行。「四間」是指將飛車移至左邊第四行的下法。

## 概要
在振飛車中以攻守兼備得名，是振飛車中最一般的戰法。
圍玉一般組美濃，但是也有時候不圍玉(居玉)，相反的也有甚至堅固到圍穴熊的時候(四間飛車穴熊)。依戰局狀況也可以轉換成向飛車、中飛車、石田流等，彈性很高正是它備受歡迎的原因。
對四間飛車的戰法有例如居飛車船圍急戰的急戰，也有例如左美濃、居飛車穴熊等的持久戰，現在各自也都已部份被手順化，呈現定跡整備的狀態。

## 歷史
現存最古老棋譜1607年(慶長12年)6月初代大橋宗桂和本因坊算砂的對局中，後手的算砂也是使用四間飛車。(結果為宗桂勝利)
大山康晴轉向振飛車黨後特別愛用四間飛車，在一一擊退山田道美等年輕棋士後迎向了全盛時期。大山以後擅長使用四間飛車的棋士便是森安秀光。森安擅長終盤堅毅的防守(稱為粘力很強)，有「不倒翁流」之稱。大山和森安死去以後，因為在頂尖棋士間已經沒有下四間飛車的人而一時退了流行。然而之後加上從居飛車黨轉來的小林健二獨自的研究，再度以「Super四間飛車」的形式受眾人矚目，四間飛車又再次復活流行了起來。1990年代後半例如藤井猛確立了藤井系統等，很多研究也進步卓著，谷川浩司等一直以來被視為居飛車黨的棋士也開始在後手時採用四間飛車。此外，由業餘棋手所創的立石流四間飛車也登場了。
2007年的時候開始，職業棋戰中四間飛車的對局變得越來越少。一直以來維持著全對局數20%的四間飛車，在2007年度降到15.8%，2008年度(至8月止)更是降到了13.6%。2008年，連藤井系統的創始者藤井猛也開始下居飛車，被評為「轉向矢倉黨」。問候中飛車的流行和其他所謂「對抗型」中，居飛車方的研究越來越有進展，相形之下四間飛車方的研究緩慢而逐漸追趕不及也是其中很大的原因。然而，広瀬章人在對居飛車穴熊苦戰的情形之下，反而也圍起振飛車穴熊，在連續採用四間飛車穴熊之下於2010年奪取了王位，再次捲起了一陣狂熱。在序盤就早早進行角交換之後移向四間飛車穴熊的戰法—白來航Special也不分職業業餘熱門了起來。
另外，2012年的時候開始以藤井猛為中心，不關角道直接振至四間被稱為「角交換四間飛車」的戰法問世。這違反了「對振飛車就角交換」的格言、甚至還多損一手，因此一直沒有成為主流。然而在第53期王位戰中挑戰者的藤井猛不斷對對手使用這個戰法，在序盤也幾乎都占了優勢，結果之後連對手的羽生善治自己也採用了這個戰法，也代表了「角交換四間飛車」的優秀性已被認同。

## 相關戰法
藤井系統
藤井猛所發明。獲第24回升田幸三賞。
立石流四間飛車
業餘強者立石勝巳發明。獲第31回升田幸三賞特別賞。
玉頭銀
用左銀威脅對手的玉頭。
角交換四間飛車
在大學將棋界中也常常出現，被藤井猛作為居飛車穴熊的對策大大採用。獲第40回升田幸三賞。
白來航Special
「Leghorn Specialペ的簡寫ル是」の略。交換振り熊を指す。

## 相關項目
- 將棋戰法列表